# Cabells rapats

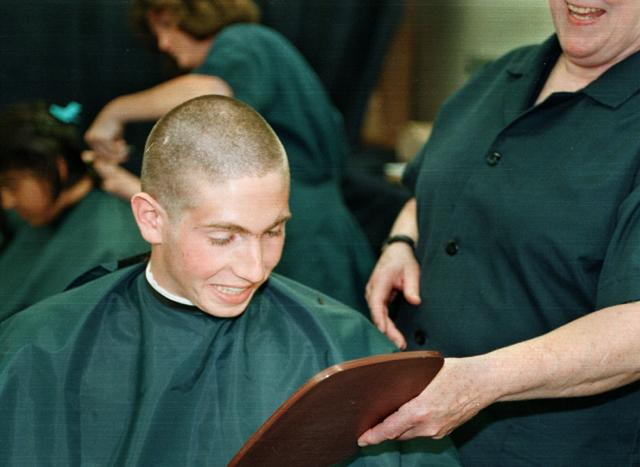
Jove amb el cap rapat.

El rapat és una tallada de cabells que segueix la forma del crani deixant el pèl molt curt o fins i tot no deixant cap pèl, és a dir arribant fins i tot a afaitar el crani.
El rapat pot ser total o parcial, com en la tonsura o les crestes i mohicans. Sol rapar-se el cap amb una maquineta especial per tallar els cabells, anomenant el tall segons el nivell de rapat que determinen les pintes de la maquineta, així doncs es diu: rapat al "0", a "1", al "2" coincidint amb l'ús d'una fulla de tipus "0", tipus "1", tipus "2" i així consecutivament. Cal notar que el nombre de la fulla sol indicar de forma aproximada la longitud final dels cabells després de l'ús. També pot arribar a rapar-se amb fulla el que anomenaríem més correctament una afaitada.
Sovint qui es rapa els cabells ho sol fer per raó de la seva facilitat de manteniment i cures. És per això popular entre aquells que busquen un tall fresc i fàcil de mantenir. Visual i estèticament rapar-se defineix els trets facials i fa semblar la mandíbula més ampla. També és característic per alguns homes, rapar-se, per dissimular els primers estralls de la calvície. El pèl rapat és un pentinat que està utilitzat amb gran freqüència en les passarel·les de moda, ja que sol ressaltar els trets masculins i les faccions de la cara, assenyalant també que aporta un aspecte net i fresc.
Als camps de concentració i presons, l'afeitada sovint és imposada amb pretexte d'higiene, però de fer era més aviat una manera de despersonalitzar les persones. Era encara més humiliant per a les dones.

## Connotacions
Ja que per a la majoria de civilitzacions del món la quotidianitat ha estat deixar-se els cabells créixer, el seu contrari, rapar-se els cabells sempre ha tingut alguna connotació. Ja que el pèl rapat necessita menys atencions, que podrien ser considerats vanitosos, i a més serveix per evitar la infecció de polls algunes civilitzacions primitives l'han sacralitzat. Entre aquests hi ha els egipcis, els quals per evitar malalties es rapaven i preferien utilitzar perruques. També alguns sacerdots orientals el tenen al zero.
Al Perú s'acostuma a tallar-li el pèl al zero a un home que acaba d'ingressar a la universitat, 

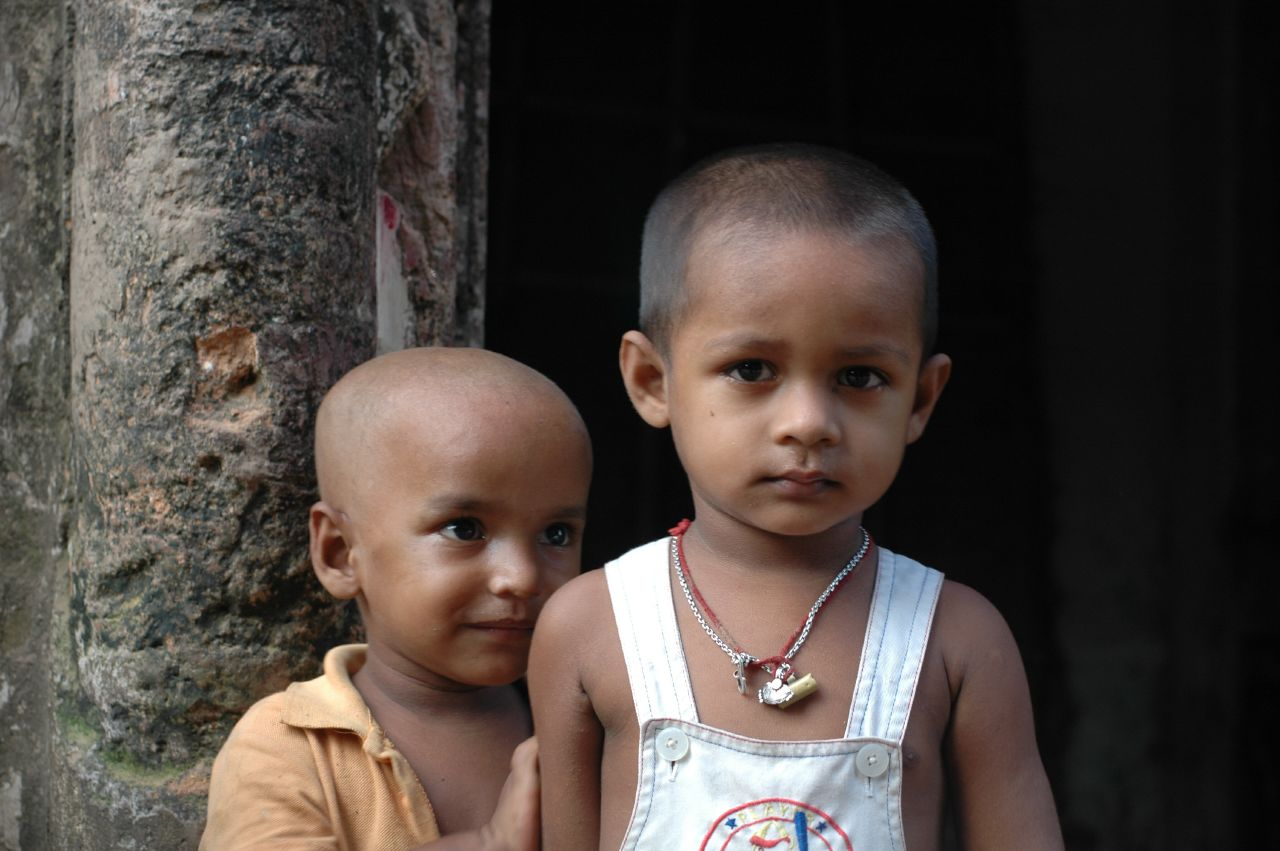
Nens rapats

## En l'antiguitat
En les cultures occidentals, el pentinat de les dones és un símbol de feminitat i bellesa. Per això no poques dones es rapen per evidenciar que són més que objectes de bellesa.
Tanmateix, en l'antiguitat, això no va ser sempre així. Les noies basques havien de dur els cabells a ran, amb tan sols un afegitó a la part inferior del darrere del cap, fins que contraguessin matrimoni. Arnold von Harff, pelegrí jacobeu quan passà per Navarra el 1499 escrivia: «… al País Basc les dones porten el cap embenat per dalt com ho fan en països pagans i porten generalment pells fetes de manera estranya: a més les serventes i les noies van sempre en públic amb el cap arranat i a l'aire lliure al carrer.».
Això coincideix la descripció que fa Estrabó citant Artèmidor Anicet sobre la manera de pentinar-se de les dones iberes: «Algunes es rasuren tant la part davantera del crani que brilla més que el front. Altres dones, posant-sobre el cap una columneta d'un peu més o menys d'alt, trenen entorn els cabells i després els cobreixen amb un vel negre.» 